# LTグループ
LTグループ (LT Group, Inc.) は、フィリピン華人の豪商陳永栽(ルシオ・タン)の上場持株会社。フィリピン総合指数構成銘柄。株式の多数は陳が管理するTangent Holdings Corporationが保有しており、この会社が最終親企業となっている。

## 歴史
LTグループは1937年5月25日、マニラワイン商店(The Manila Wine Merchants, Inc)として設立された。1947年11月17日、マニラワイン商店はフィリピン証券取引所に上場された。1995年9月22日、フィリピン証券取引委員会はアジア・パシフィック・エクィティ社(Asian Pacific Equity Corporation)への社名変更と小売から持株会社への変更を承認した。
1999年11月10日、名称がタンドゥアイ・ホールディングス(Tanduay Holdings, Inc)に変更され、2012年11月20日にさらに現名へと変更された。

## 取得
1999年7月8日、アジア・パシフィック・エクィティ社時代、株式交換で蒸留酒タンドゥアイを製造するツイン・エース・ホールディングス(Twin Ace Holdings)の所有権を100%取得した。1999年7月30日、ツイン・エース・ホールディングスはタンドゥアイ蒸溜会社(Tanduay Distillers, Inc.)に名称を変更している。
2012年からは、アジア醸造所、フォーチュン・タバコ、イートン・プロパティーズ・フィリピン(Eton Properties Philippines, Inc.)、フィリピン・ナショナル・バンク、アライド・バンキング・コーポレーション、ビクトリア製粉(Victorias Milling Company)など同社の所有する資産の統合を始めた。

## 子会社
- フィリピン航空
- アジア醸造所
- タンドゥアイ蒸溜所
- タンドゥアイ・ブランド・インターナショナル
- フォーチューン・タバコ (FTC)
  - PMFTC - 50%所有
- フィリピン・ナショナル・バンク (アライド・バンキング・コーポレーションと統合)
- イートン・プロパティーズ・フィリピン
- ビクトリア製粉 - 少数所有、経営管理

## 註
1. 1 2  http://www.bloomberg.com/research/stocks/financials/financials.asp?ticker=LTG:PM&dataset=incomeStatement&period=A&currency=native
2. ↑  http://www.ltg.com.ph/history.html
3. ↑  http://www.tanduay.com/corp/who_we_are/history
4. ↑  パラマウント土地株式(Paramount LandEquities, Inc.)とサターン・ランド・ホールディングス(Saturn Land Holdings, Inc.)からなる
5. ↑  http://www.interaksyon.com/business/47236/tanduay-buys-out-other-owners-of-eton-properties
6. ↑  http://www.rappler.com/business/17400-consolidating-lucio-tan-group-hikes-stake-in-asia-brewery
7. ↑  http://www.rappler.com/business/business-deals/54993-lucio-tan-lt-group-sugar-milling-victorias